# Alessandro Rolla

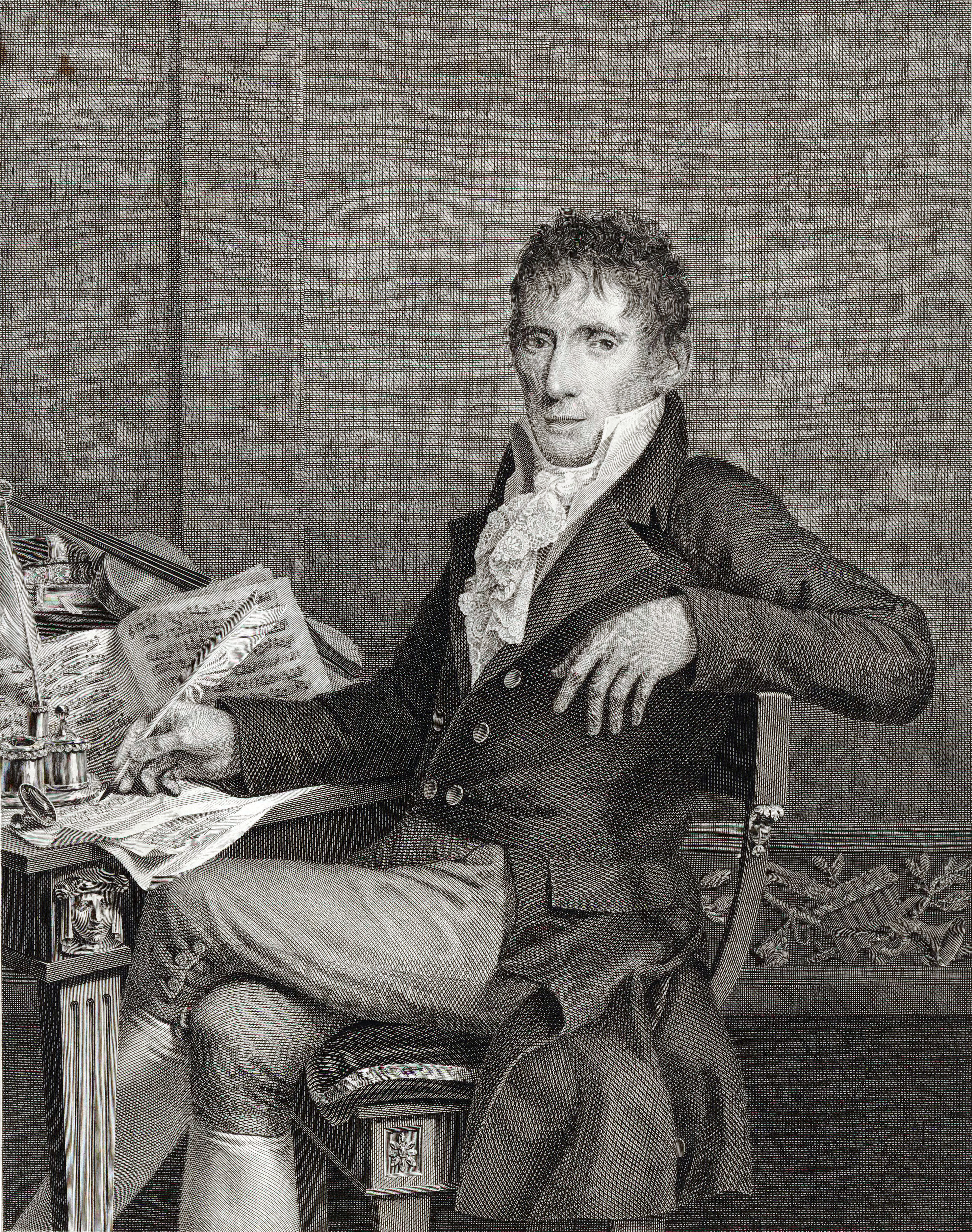
Alessandro Rolla, ca. 1810

Alessandro Rolla (* 23. April 1757 in Pavia; † 14. September 1841 in Mailand) war ein italienischer Violinist und Komponist.

## Leben
Rolla war lange Zeit als Musikdirektor an der Mailänder Scala sowie als Lehrer am Konservatorium in Mailand tätig. Am 14. August 1814 war er der Dirigent der Uraufführung der Oper Il turco in Italia von Gioachino Rossini.
Rolla war ein Lehrer von Nicolo Paganini und erfand das meist Paganini zugeschriebene linkshändige Pizzicato.
Alessandro Rolla ist der Vater von Antonio Rolla.

## Werke
Er veröffentlichte Quartette, Solo- und Studienwerke sowohl für Violine als auch für Bratsche, welche sich durch Gelegenheit des Inhalts und Formvollendung vor vielen anderen Arbeiten dieser Gattung vorteilhaft auszeichnen. Rollas seltene Violinkonzerte erhielten durch die eigens dafür komponierten Kadenzen von Massimo Paris eine neue Aktualität.

## Einzelnachweis
1. ↑  Violakonzerte von Alessandro Rolla und Kadenzen von Massimo Paris, Polygram-Musik-Vertrieb, Hamburg, 1995.

| Personendaten    | Personendaten                         |
| ---------------- | ------------------------------------- |
| NAME             | Rolla, Alessandro                     |
| KURZBESCHREIBUNG | italienischer Violinist und Komponist |
| GEBURTSDATUM     | 23. April 1757                        |
| GEBURTSORT       | Pavia                                 |
| STERBEDATUM      | 14. September 1841                    |
| STERBEORT        | Mailand                               |